# Temporada 1981-82 de los Seattle SuperSonics
La temporada 1981-82 fue la decimoquinta de los Seattle SuperSonics en la NBA. La temporada regular acabó con 52 victorias y 30 derrotas, ocupando el segundo puesto de la conferencia Oeste, clasificándose para los playoffs, en los que cayeron en semifinales de conferencia ante los San Antonio Spurs.

## Elecciones en elDraft
| Ronda | Puesto | Jugador      | Posición  | Nacionalidad   | Universidad/Club |
| ----- | ------ | ------------ | --------- | -------------- | ---------------- |
| 1     | 5      | Danny Vranes | Ala-Pívot | Estados Unidos | Utah             |
| 3     | 53     | Mark Radford | Escolta   | Estados Unidos | Oregon State     |

## Temporada regular
| División Pacífico      | División Pacífico | División Pacífico | División Pacífico | División Pacífico | División Pacífico | División Pacífico | División Pacífico | División Pacífico |
| Equipo                 | G                 | P                 | %                 | PD                | Casa              | Fuera             | Div               |                   |
| ---------------------- | ----------------- | ----------------- | ----------------- | ----------------- | ----------------- | ----------------- | ----------------- | ----------------- |
| y-Los Angeles Lakers   | 57                | 25                | .695              | –                 | 30–11             | 27–14             | 21–9              |                   |
| x-Seattle SuperSonics  | 52                | 30                | .634              | 5.0               | 31–10             | 21–20             | 18–12             |                   |
| x-Phoenix Suns         | 46                | 36                | .561              | 11.0              | 31–10             | 15–26             | 14–16             |                   |
| Golden State Warriors  | 45                | 37                | .549              | 12.0              | 28–13             | 17–24             | 15–15             |                   |
| Portland Trail Blazers | 42                | 40                | .512              | 15.0              | 27–14             | 15–26             | 15–15             |                   |
| San Diego Clippers     | 17                | 65                | .207              | 40.0              | 11–30             | 6–35              | 7–23              |                   |

## Playoffs

### Primera ronda
Seattle SuperSonics vs. Houston Rockets 
| Fecha       | Partido                                     | Ciudad  |
| ----------- | ------------------------------------------- | ------- |
| 21 de abril | Seattle SuperSonics 102, Houston Rockets 87 | Seattle |
| 23 de abril | Houston Rockets 91, Seattle SuperSonics 70  | Houston |
| 25 de abril | Seattle SuperSonics 104, Houston Rockets 83 | Seattle |
|             | Seattle SuperSonics gana las series 2-1     |         |

### Semifinales de Conferencia
San Antonio Spurs vs. Seattle SuperSonics
| Fecha       | Partido                                        | Ciudad      |
| ----------- | ---------------------------------------------- | ----------- |
| 27 de abril | Seattle SuperSonics 93, San Antonio Spurs 95   | Seattle     |
| 28 de abril | Seattle SuperSonics 114, San Antonio Spurs 99  | Seattle     |
| 30 de abril | San Antonio Spurs 99, Seattle SuperSonics 97   | San Antonio |
| 2 de mayo   | San Antonio Spurs 115, Seattle SuperSonics 113 | San Antonio |
| 5 de mayo   | Seattle SuperSonics 103, San Antonio Spurs 109 | Seattle     |
|             | San Antonio Spurs gana las series 4-1          |             |

## Estadísticas
| Rk | Jugador         | Edad | P  | PT | MP   | TC  | TCI  | %TC  | T3  | T3I | %T3  | TL  | TLI | %TL  | RO  | RD  | RT   | AS  | RB  | TAP | BP  | FP  | PTS  |
| -- | --------------- | ---- | -- | -- | ---- | --- | ---- | ---- | --- | --- | ---- | --- | --- | ---- | --- | --- | ---- | --- | --- | --- | --- | --- | ---- |
| 1  | Jack Sikma      | 26   | 82 | 82 | 37.2 | 7.1 | 14.8 | .479 | 0.0 | 0.2 | .154 | 5.5 | 6.4 | .855 | 2.7 | 9.9 | 12.7 | 3.4 | 1.2 | 1.3 | 2.6 | 3.3 | 19.6 |
| 2  | Gus Williams    | 28   | 80 | 80 | 36.0 | 9.7 | 19.9 | .486 | 0.1 | 0.5 | .225 | 4.0 | 5.5 | .734 | 1.2 | 1.9 | 3.1  | 6.9 | 2.2 | 0.5 | 2.5 | 2.0 | 23.4 |
| 3  | Lonnie Shelton  | 26   | 81 | 81 | 32.9 | 6.3 | 12.9 | .486 | 0.0 | 0.1 | .000 | 2.3 | 3.0 | .783 | 2.0 | 4.3 | 6.3  | 3.1 | 1.2 | 0.5 | 2.5 | 3.9 | 14.9 |
| 4  | Wally Walker    | 27   | 70 | 70 | 28.1 | 4.3 | 9.0  | .480 | 0.0 | 0.0 | .000 | 1.3 | 1.9 | .672 | 1.5 | 2.8 | 4.4  | 3.1 | 0.5 | 0.4 | 1.6 | 3.1 | 9.9  |
| 5  | Bill Hanzlik    | 24   | 81 | 76 | 24.4 | 2.1 | 4.4  | .468 | 0.0 | 0.0 | .000 | 1.7 | 2.2 | .784 | 1.2 | 2.1 | 3.3  | 2.3 | 1.0 | 0.4 | 1.3 | 3.1 | 5.8  |
| 6  | Phil Smith      | 29   | 26 | 2  | 22.9 | 3.3 | 7.2  | .468 | 0.0 | 0.1 | .000 | 1.5 | 2.1 | .727 | 0.7 | 2.0 | 2.7  | 2.8 | 0.8 | 0.3 | 1.5 | 2.4 | 8.2  |
| 7  | Fred Brown      | 33   | 82 | 2  | 21.8 | 4.8 | 10.5 | .455 | 0.3 | 0.9 | .325 | 1.4 | 1.6 | .860 | 0.5 | 1.2 | 1.7  | 2.9 | 0.8 | 0.0 | 1.2 | 1.4 | 11.2 |
| 8  | James Donaldson | 24   | 82 | 1  | 20.9 | 3.1 | 5.1  | .609 | 0.0 | 0.0 |      | 1.8 | 2.9 | .629 | 1.7 | 4.3 | 6.0  | 0.6 | 0.3 | 1.7 | 1.4 | 2.3 | 8.1  |
| 9  | James Bailey    | 24   | 10 | 0  | 18.0 | 3.1 | 6.5  | .477 | 0.0 | 0.0 |      | 0.4 | 1.1 | .364 | 1.7 | 3.1 | 4.8  | 1.3 | 0.3 | 0.7 | 1.9 | 4.2 | 6.6  |
| 10 | Vinnie Johnson  | 25   | 7  | 0  | 14.9 | 1.3 | 3.1  | .409 | 0.0 | 0.1 | .000 | 1.3 | 1.7 | .750 | 1.0 | 1.1 | 2.1  | 1.6 | 0.9 | 0.3 | 0.7 | 1.1 | 3.9  |
| 11 | Danny Vranes    | 23   | 77 | 1  | 14.0 | 1.9 | 3.4  | .546 | 0.0 | 0.0 | .000 | 1.2 | 1.9 | .601 | 0.9 | 1.6 | 2.6  | 0.7 | 0.4 | 0.3 | 0.9 | 1.9 | 4.9  |
| 12 | John Johnson    | 34   | 14 | 1  | 13.4 | 1.6 | 3.2  | .489 | 0.0 | 0.0 |      | 1.1 | 1.4 | .750 | 0.2 | 1.1 | 1.3  | 2.1 | 0.3 | 0.2 | 1.2 | 1.4 | 4.2  |
| 13 | Armond Hill     | 28   | 21 | 4  | 11.6 | 0.9 | 1.8  | .514 | 0.0 | 0.0 |      | 0.8 | 1.1 | .739 | 0.3 | 0.9 | 1.2  | 1.2 | 0.2 | 0.1 | 0.7 | 1.8 | 2.6  |
| 14 | Greg Kelser     | 24   | 49 | 10 | 11.4 | 1.7 | 3.8  | .438 | 0.0 | 0.0 |      | 1.6 | 2.4 | .655 | 1.4 | 1.8 | 3.1  | 0.9 | 0.3 | 0.3 | 1.3 | 2.0 | 4.9  |
| 15 | Ray Tolbert     | 23   | 52 | 0  | 9.5  | 1.5 | 3.0  | .506 | 0.0 | 0.0 | .000 | 0.3 | 0.5 | .556 | 0.8 | 1.2 | 1.9  | 0.5 | 0.2 | 0.3 | 0.6 | 1.2 | 3.4  |
| 16 | Mark Radford    | 22   | 43 | 0  | 8.6  | 1.3 | 2.3  | .540 | 0.0 | 0.1 | .667 | 0.8 | 1.6 | .507 | 0.3 | 0.4 | 0.7  | 1.3 | 0.4 | 0.0 | 1.0 | 1.5 | 3.4  |

## Galardones y récords
| Jugador        | Galardón                                        |
| Gus Williams   | Mejor quinteto de la NBA All-Star               |
| Jack Sikma     | 2.º Mejor quinteto defensivo de la NBA All-Star |
| Lonnie Shelton | 2.º Mejor quinteto defensivo de la NBA All-Star |